# Lhotse
Lhotse er et bjerg på grænsen mellem Tibet og Kina. Det er med sine 8.516 m verdens fjerdehøjeste bjerg. Det ligger i Khumbu, Nepal, i nærheden af Mount Everest (verdens højeste). Lhotse blev først besteget 18. maj 1956 af en schweizisk ekspedition.
Lhotse-massivet består egentlig af tre toppe, som alle er over 8.000 meter. Ud over hovedtoppen regnes også Lhotse Middle (8.414 meter) og Lhotse Shar (8.383 meter) som toppe, dog uden den nødvendige primærfaktor, som skal til, for at disse regnes som selvstændige bjerge på listen over Otte-tusinder. Lhotse Shar blev besteget første gang 12. maj 1979 af østrigerne Zepp Maierl og Rolf Walter, og Lhotse Middle blev først besteget 23. maj 2001 af en russisk ekspedition.
- Lhotse

| Bjerg | Spire Denne artikel om et bjerg eller en bjergkæde er en spire som bør udbygges. Du er velkommen til at hjælpe Wikipedia ved at udvide den. |